# Delta Arietis
Delta Arietis (δ Ari, δ Arietis) é uma estrela na constelação de Aries. Também é chamada de Botein, derivado do árabe buţain, que significa "barriga". Possui uma magnitude aparente de 4,35, que é brilhante o bastante para ser vista a olho nu. Tem uma paralaxe de 19,22 milissegundos de arcos, correspondendo a uma distância de aproximadamente 170 anos-luz (52 parsecs) da Terra.
Delta Arietis é uma estrela gigante evoluída com uma classificação estelar de K2 III. Pertence a uma população de gigantes chamada red clump, o que significa que está gerando energia através da fusão de hélio em seu núcleo. Com quase duas vezes a massa do Sol, sua atmosfera expandiu-se para dez vezes o raio do Sol. Irradia cerca de 45 vezes a luminosidade solar a uma temperatura efetiva de 4 810 K, o que dá a ela a coloração alaranjada típica de estrelas de classe K. É uma estrela variável suspeita que varia em magnitude de 4,33 a 4,37.